# آزادماهی ساحلی باله‌لکه‌ای
آزادماهی ساحلی باله‌لکه‌ای (نام علمی: Leptobrama muelleri) نام یک گونه از سرده آزادماهی‌های ساحلی است.